# Bundestagswahlkreis Worms
Der Bundestagswahlkreis Worms (Wahlkreis 205; bis zur Bundestagswahl 2021 Wahlkreis 206) ist seit 1949 ein Wahlkreis in Rheinland-Pfalz. Er umfasst die kreisfreie Stadt Worms, den Landkreis Alzey-Worms sowie die Verbandsgemeinden Bodenheim, Rhein-Selz und Sprendlingen-Gensingen aus dem Landkreis Mainz-Bingen. Zwischen 1949 und 2009 wurde der Wahlkreis immer von den Direktkandidaten der SPD gewonnen, erstmals konnte 2013 Jan Metzler für die CDU den Wahlkreis gewinnen.

## Wahlkreisgeschichte
| Wahl      | Wahlkreisname | Gebiet |
| --------- | ------------- | --- |
| 1949      | 10 Worms      | Stadt Worms, Landkreis Worms, Landkreis Alzey, vom Landkreis Mainz der Amtsgerichtsbezirk Oppenheim                                   |
| 1953–1961 | 157 Worms     | Stadt Worms, Landkreis Worms, Landkreis Alzey, vom Landkreis Mainz der Amtsgerichtsbezirk Oppenheim                                   |
| 1965–1969 | 157 Worms     | Stadt Worms, Landkreis Worms, Landkreis Alzey, vom Landkreis Mainz der Amtsgerichtsbezirk Oppenheim                                   |
| 1972–1976 | 157 Worms     | Stadt Worms, Landkreis Alzey-Worms, vom Landkreis Mainz-Bingen die Verbandsgemeinden Bodenheim, Guntersblum und Nierstein-Oppenheim   |
| 1980–1998 | 155 Worms     | Stadt Worms, Landkreis Alzey-Worms, vom Landkreis Mainz-Bingen die Verbandsgemeinden Bodenheim, Guntersblum und Nierstein-Oppenheim   |
| 2002      | 209 Worms     | Stadt Worms, Landkreis Alzey-Worms, vom Landkreis Mainz-Bingen die Verbandsgemeinden Bodenheim, Guntersblum und Nierstein-Oppenheim   |
| 2005      | 208 Worms     | Stadt Worms, Landkreis Alzey-Worms, vom Landkreis Mainz-Bingen die Verbandsgemeinden Bodenheim, Guntersblum und Nierstein-Oppenheim   |
| 2009–2013 | 207 Worms     | Stadt Worms, Landkreis Alzey-Worms, vom Landkreis Mainz-Bingen die Verbandsgemeinden Bodenheim, Guntersblum und Nierstein-Oppenheim   |
| 2017–2021 | 206 Worms     | Stadt Worms, Landkreis Alzey-Worms, vom Landkreis Mainz-Bingen die Verbandsgemeinden Bodenheim, Rhein-Selz und Sprendlingen-Gensingen |
| 2025–     | 205 Worms     | Stadt Worms, Landkreis Alzey-Worms, vom Landkreis Mainz-Bingen die Verbandsgemeinden Bodenheim, Rhein-Selz und Sprendlingen-Gensingen |

## Wahlkreisabgeordnete
| Wahl | Abgeordneter | Abgeordneter    | Partei | Stimmen in % |
| ---- | ------------ | --------------- | ------ | ------------ |
| 1949 |              | Willy Müller    | SPD    |              |
| 1953 |              | Willy Müller    | SPD    |              |
| 1957 |              | Willy Müller    | SPD    |              |
| 1961 |              | Willy Müller    | SPD    |              |
| 1965 |              | Willy Müller    | SPD    |              |
| 1969 |              | Willi Fischer   | SPD    |              |
| 1972 |              | Willi Fischer   | SPD    |              |
| 1976 |              | Willi Fischer   | SPD    |              |
| 1980 |              | Gernot Fischer  | SPD    |              |
| 1983 |              | Gernot Fischer  | SPD    |              |
| 1987 |              | Florian Gerster | SPD    |              |
| 1990 |              | Florian Gerster | SPD    |              |
| 1994 |              | Klaus Hagemann  | SPD    |              |
| 1998 |              | Klaus Hagemann  | SPD    |              |
| 2002 |              | Klaus Hagemann  | SPD    |              |
| 2005 | 45,8         | Klaus Hagemann  | SPD    |              |
| 2009 | 37,6         | Klaus Hagemann  | SPD    |              |
| 2013 |              | Jan Metzler     | CDU    | 42,0         |
| 2017 | 41,1         | Jan Metzler     | CDU    |              |
| 2021 | 32,2         | Jan Metzler     | CDU    |              |
| 2025 | 35,3         | Jan Metzler     | CDU    |              |

## Wahlergebnisse

### Bundestagswahl 2025
| Kandidaten                                             | Kandidaten               | Parteien/Listen       | Erststimmen | Erststimmen | Zweitstimmen | Zweitstimmen |
| Kandidaten                                             | Kandidaten               | Parteien/Listen       | Stimmen     | %           | Stimmen      | %            |
| ------------------------------------------------------ | ------------------------ | --------------------- | ----------- | ----------- | ------------ | ------------ |
|                                                        | Markus Trapp             | SPD                   | 39.042      | 22,2        | 33.740       | 19,1         |
|                                                        | Jan Metzlergewählt im WK | CDU                   | 62.290      | 35,3        | 50.920       | 28,8         |
|                                                        | Lukas Böhm               | Bündnis 90/Die Grünen | 13.996      | 7,9         | 18.870       | 10,7         |
|                                                        | Konstantin Guntrum       | FDP                   | 5.171       | 2,9         | 8.242        | 4,7          |
|                                                        | Thorsten Endreß          | AfD                   | 35.866      | 20,3        | 38.744       | 21,9         |
|                                                        | Julia Stange             | Die Linke             | 8.638       | 4,9         | 11.218       | 6,3          |
|                                                        | Günther Köhler           | Freie Wähler          | 3.857       | 2,2         | 2.888        | 1,6          |
|                                                        | –                        | Tierschutzpartei      | –           | –           | 2.282        | 1,3          |
|                                                        | –                        | Die PARTEI            | –           | –           | 789          | 0,4          |
|                                                        | Sabrina Hinz             | Volt                  | 2.392       | 1,4         | 1.524        | 0,9          |
|                                                        | –                        | ÖDP                   | –           | –           | 253          | 0,1          |
|                                                        | –                        | MLPD                  | –           | –           | 37           | 0,0          |
|                                                        | –                        | Bündnis Deutschland   | –           | –           | 249          | 0,1          |
|                                                        | Adar Belice              | BSW                   | 4.401       | 2,5         | 6.946        | 3,9          |
|                                                        | Harald Hösch             | Einzelbewerber        | 602         | 0,3         | –            | –            |
| Gesamt                                                 | Gesamt                   | Gesamt                | 176.255     | 100         | 176.702      | 100          |
|                                                        |                          |                       |             |             |              |              |
| Ungültige Stimmen                                      | Ungültige Stimmen        | Ungültige Stimmen     | 1.929       | 1,1         | 1.482        | 0,8          |
| Wähler                                                 | Wähler                   | Wähler                | 178.184     | 84,1        | 178.184      | 84,1         |
| Wahlberechtigte                                        | Wahlberechtigte          | Wahlberechtigte       | 211.986     |             | 211.986      |              |
|                                                        |                          |                       |             |             |              |              |
| Quellen: Die Bundeswahlleiterin, Kandidaten – Ergebnis |                          |                       |             |             |              |              |

### Bundestagswahl 2021
Die Bundestagswahl 2021 fand am Sonntag, dem 26. September 2021, statt.
| Direktkandidat          | Partei           | Erststimmen in % | Zweitstimmen in % |
| ----------------------- | ---------------- | ---------------- | ----------------- |
| Jan Metzler             | CDU              | 32,2             | 22,8              |
| David Maier             | SPD              | 30,3             | 30,1              |
| Carsten Propp           | AfD              | 9,8              | 10,3              |
| Manuel Höferlin         | FDP              | 7,9              | 12,2              |
| Christian Engelke       | GRÜNE            | 9,7              | 12,6              |
| Anja Läwen              | DIE LINKE        | 3,1              | 3,1               |
| Danniene Wete           | FREIE WÄHLER     | 3,5              | 2,9               |
| --                      | Die PARTEI       | 0,1              |                   |
| –                       | PIRATEN          | –                | 0,5               |
| Marcus Manfred Eschborn | ÖDP              | 0,4              | 0,3               |
| –                       | NPD              | –                | 0,2               |
| –                       | V-Partei³        | –                | 0,1               |
| –                       | MLPD             | –                | 0,0               |
| David Hess              | dieBasis         | 1,9              | 1,4               |
| –                       | DiB              | –                | 0,1               |
| –                       | LKR              | –                | 0,1               |
| –                       | Die Humanisten   | –                | 0,1               |
| –                       | Tierschutzpartei | –                | 1,6               |
| –                       | Team Todenhöfer  | –                | 0,4               |
| Marius Müller           | Volt             | 0,8              | 0,6               |
| Chiara Marie Pohl       | Klimaliste       | 0,3              | –                 |

### Bundestagswahl 2017
Die Bundestagswahl 2017 fand am Sonntag, dem 24. September 2017 statt. Erstmals gehörte die Verbandsgemeinde Sprendlingen-Gensingen dem Wahlkreis an. Von den 213.650 Wahlberechtigten nahmen 169.783 ihr Wahlrecht wahr. Die Wahlbeteiligung lag mit 79,5 % höher als 2009 (72,9 %) und 2013 (73,7 %). Der CDU-Bundestagsabgeordnete Jan Metzler konnte den Wahlkreis zum zweiten Mal nach 2013 für sich entscheiden.
| Direktkandidat   | Partei                 | Erststimmen in % | Zweitstimmen in % |
| ---------------- | ---------------------- | ---------------- | ----------------- |
| Jan Metzler      | CDU                    | 41,1             | 32,6              |
| Marcus Held      | SPD                    | 26,7             | 25,3              |
| Thomas Rahner    | Bündnis 90/Die Grünen  | 6,7              | 8,0               |
| Manuel Höferlin  | FDP                    | 6,0              | 10,5              |
| Sebastian Knopf  | Die Linke              | 5,1              | 6,4               |
| Matthias Lehmann | AfD                    | 11,3             | 13,1              |
| —                | Piratenpartei          | —                | 0,5               |
| Iris Peterek     | Freie Wähler           | 1,6              | 1,2               |
| Ricarda Riefling | NPD                    | 0,3              | 0,4               |
| Jochen Piehl     | ÖDP                    | 0,6              | 0,4               |
| —                | MLPD                   | —                | 0,0               |
| —                | Bündnis Grundeinkommen | —                | 0,2               |
| —                | Die PARTEI             | —                | 1,0               |
| —                | V-Partei               | —                | 0,3               |
| Tabitha Elkins   | Bürgerkandidaten       | 0,5              | —                 |
| Oksana Bauer     | Die Einheit            | 0,1              | —                 |

Marcus Held (SPD) und Manuel Höferlin (FDP) konnten über die Landeslisten ihrer jeweiligen Partei in den Bundestag einziehen.

### Bundestagswahl 2013
Die Bundestagswahl 2013 fand am Sonntag, dem 22. September 2013, statt. Wahlberechtigt waren 201.948 Personen, wovon 148.925 (73,7 %) zur Wahl gingen.
Es traten 14 Parteien in Rheinland-Pfalz landesweit gegeneinander an. Dies entschied der Landeswahlausschuss in einer öffentlichen Sitzung am 26. Juli 2013 in Mainz. Damit erhielten alle Parteien eine Zulassung, die fristgerecht bis zum 15. Juli ihre Landeslisten und weitere Unterlagen eingereicht hatten.
Die Reihenfolge der zugelassenen Landeslisten auf dem Stimmzettel richtet sich zunächst nach der Zahl der Zweitstimmen, die die jeweilige Partei bei der letzten Bundestagswahl im Land erreicht hat (Listenplätze 1–10): CDU, SPD, FDP, Bündnis 90/Die Grünen, Die Linke, Piratenpartei, NPD, Die Republikaner, ÖDP und MLPD. Neu kandidierende Listen schließen sich in alphabetischer Reihenfolge ihres Namens an (Listenplätze 11–14): Alternative für Deutschland, Bürgerbewegung pro Deutschland, Freie Wähler und die Partei der Vernunft.
| Direktkandidat   | Partei                         | Erststimmen in % | Zweitstimmen in % |
| ---------------- | ------------------------------ | ---------------- | ----------------- |
| Jan Metzler      | CDU                            | 42,0             | 39,4              |
| Marcus Held      | SPD                            | 37,0             | 29,8              |
| Manuel Höferlin  | FDP                            | 2,5              | 5,9               |
| Jan Paul Stich   | Bündnis 90/Die Grünen          | 5,6              | 8,4               |
| Sebastian Knopf  | Die Linke                      | 3,7              | 5,1               |
| Bernhard Furch   | Piratenpartei                  | 1,9              | 2,1               |
| Mathias Weyerich | NPD                            | 1,4              | 1,4               |
| —                | Die Republikaner               | —                | 0,4               |
| Stephan Krell    | ÖDP                            | 0,4              | 0,3               |
| —                | MLPD                           | —                | 0,0               |
| Ursula Bieser    | AfD                            | 4,3              | 5,6               |
| —                | Bürgerbewegung pro Deutschland | —                | 0,2               |
| Claus Ableiter   | Freie Wähler                   | 1,2              | 1,1               |
| —                | Partei der Vernunft            | —                | 0,2               |

Marcus Held (SPD) konnte über die Landesliste (Platz 10) in den Bundestag einziehen.

### Bundestagswahl 2009
Bei der Bundestagswahl 2009 waren 202.157 Einwohner wahlberechtigt, von denen 147.381 Personen zur Wahl gingen (72,9 %) und brachte folgendes Ergebnis:
| Direktkandidat   | Partei                | Erststimmen in % | Zweitstimmen in % |
| ---------------- | --------------------- | ---------------- | ----------------- |
| Ludwig Tauscher  | CDU                   | 36,0             | 32,4              |
| Klaus Hagemann   | SPD                   | 37,6             | 27,1              |
| Manuel Höferlin  | FDP                   | 9,7              | 15,7              |
| Pia Schellhammer | Bündnis 90/Die Grünen | 7,3              | 10,1              |
| Michael Post     | Die Linke             | 7,1              | 8,4               |
| Rainer Marschall | NPD                   | 2,3              | 1,6               |
| —                | REP                   | —                | 1,0               |
| —                | FAMILIE               | —                | 1,0               |
| —                | PBC                   | —                | 0,3               |
| —                | MLPD                  | —                | 0,0               |
| —                | DVU                   | —                | 0,1               |
| —                | ödp                   | —                | 0,3               |
| —                | Piratenpartei         | —                | 2,0               |

### Bundestagswahl 2005
Die Bundestagswahl 2005 fand am 18. September 2005 statt. Der außerordentliche Wahltermin fand infolge der vorzeitigen Auflösung des 15. Deutschen Bundestags statt. Von den insgesamt 198.651 Wahlberechtigten, nahmen 157.641 ihr Wahlrecht wahr (79,4 %).
| Direktkandidat        | Partei                | Erststimmen in % | Zweitstimmen in % | Bundestagswahl 2002 Zweitstimmen in % |
| --------------------- | --------------------- | ---------------- | ----------------- | ------------------------------------- |
| Ludwig Tauscher       | CDU                   | 37,3             | 33,4              | 35,9                                  |
| Klaus Hagemann        | SPD                   | 45,8             | 37,9              | 41,3                                  |
| Bettina Muth          | FDP                   | 6,2              | 11,5              | 9,8                                   |
| Anton Martensen       | Bündnis 90/Die Grünen | 3,9              | 7,3               | 8,2                                   |
| Norbert Weber         | Die Linke             | 4,6              | 5,3               | 1,1                                   |
| —                     | REP                   | —                | 1,1               | 1,1                                   |
| René Rodriguez-Teufer | NPD                   | 2,3              | 2,0               | 0,5                                   |
| —                     | PBC                   | —                | 0,4               | 0,3                                   |
| —                     | FAMILIE               | —                | 1,1               | ––                                    |
| —                     | MLPD                  | —                | 0,1               | ––                                    |